# 日比谷濠

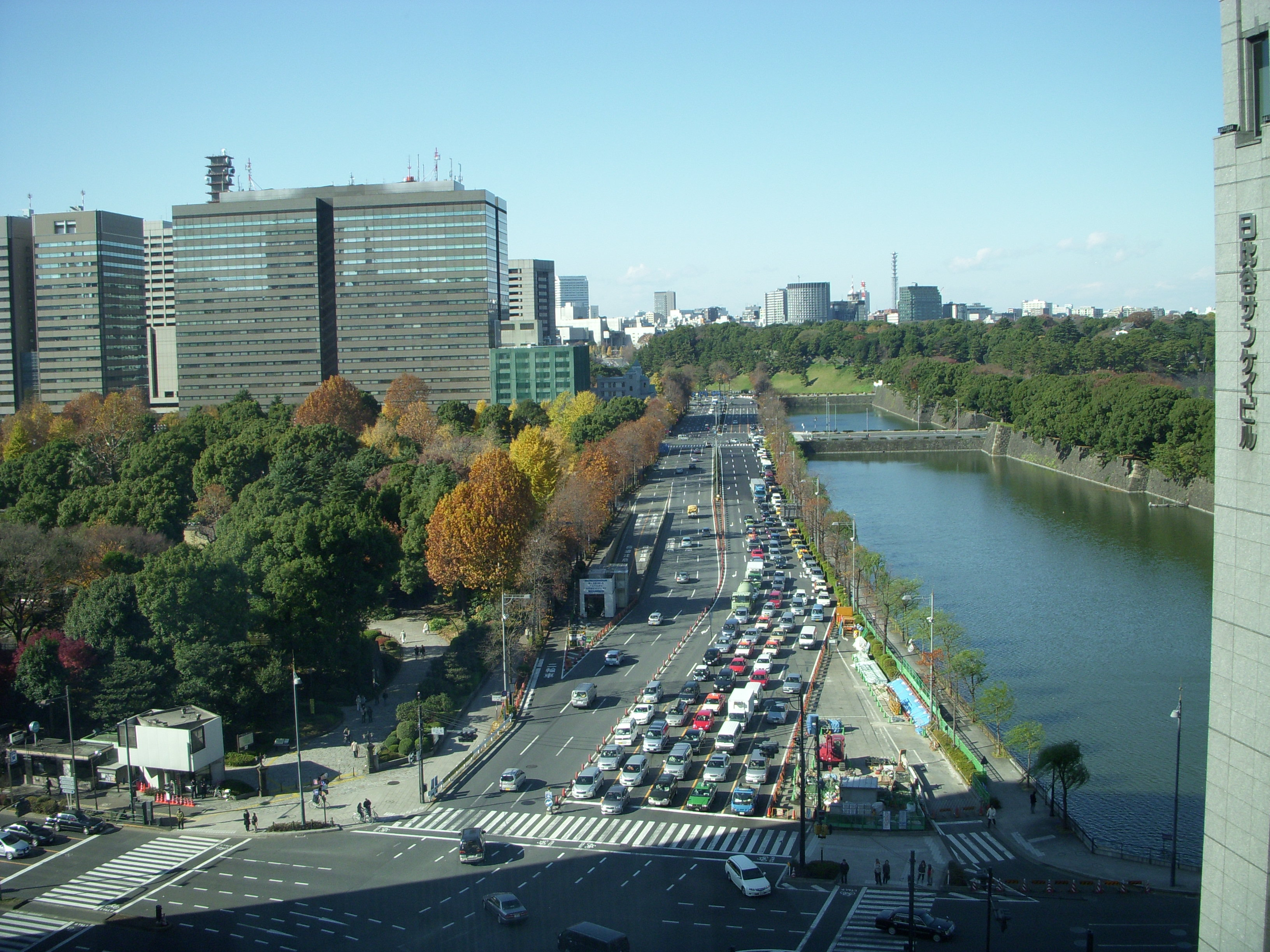
日比谷公園と霞が関の官庁街にある日比谷濠

日比谷濠（ひびやぼり）は、東京都千代田区日比谷にある皇居外苑を囲む濠（堀）のうち祝田橋から馬場先門までの濠である。江戸城内濠の一部。

## 地理

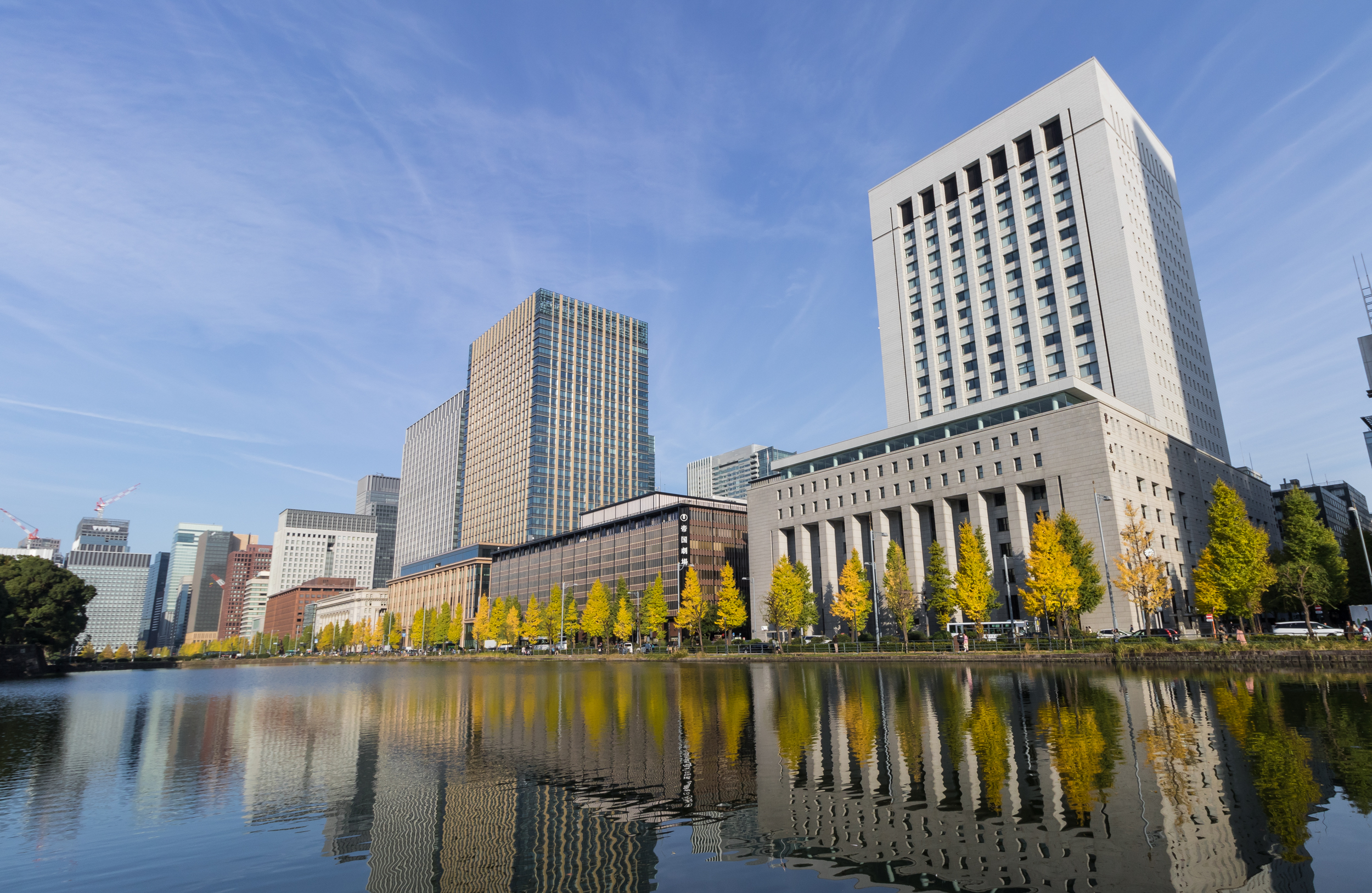
日比谷濠に沿って建つ丸の内のビル群

濠は外苑角部で西方向と北方向のL字形となり、濠の南を走る晴海通り沿いに日比谷公園、東を走る日比谷通り沿いに帝国劇場、丸の内警察署、ザ・ペニンシュラ東京、DNタワー21（第一農中ビル）がある。DNタワーは旧第一生命館でGHQ本部となり、マッカーサーと昭和天皇が会見した場所でもある。
また、濠の内側の皇居外苑には、楠木正成像およびレストハウスと接している。

## 歴史
徳川氏の江戸城入城時には、日比谷あたりは、入り江の海岸線であった（日比谷入江）。神田山切崩しや、半蔵門から桜田門にかけて桜田濠が掘られ、その土で日比谷の入り江が埋め立てられて行き、大名屋敷が造られていった。日比谷濠は、このように入江の埋め立てと江戸城整備に伴って1608年ごろまでに出来上がった。現在の日比谷交差点の位置には、日比谷御門があり、近縁に屋敷を構える大名たちは門をくぐり日比谷濠に沿い桜田門ないし馬場先門方面に向かった。
かつては外濠の山下橋付近に向かってかぎ状に濠がつながっていたが、埋め立てられている。
1906年（明治39年）に、日露戦争の戦勝を記念して外苑を縦断する形で凱旋道路が造られ、外苑南面に祝田橋（土橋）が架けられた。このことにより日比谷濠は東西に別れ、西側（桜田門側）が凱旋堀となり、東側のみが日比谷濠と呼ばれるようになった。